# (33096) 1997 YS6
1997 واي أس 6 (ويعرف أيضًا باسم (33096) 1997 واي أس 6 وفق تسمية الكوكب الصغير) (بالإنجليزية: 1997 YS6)‏ هو كويكب ضمن حزام الكويكبات؛ وترتيبه 33096 من حيث الاكتشاف.
اكتُشف هذا الجُرم الفلكي بواسطة ناوتو ساتو في 25 ديسمبر 1997.

## وصلات خارجية
- (33096) 1997 YS6 في قاعدة بيانات مختبر الدفع النفاث لأجرام النظام الشمسي الصغيرة

- الاكتشاف · مخطط المدار ·  العناصر المدارية · المعلمات المادية

- (33096) 1997 YS6 على موقع ويكي سكاي: DSS2, SDSS, GALEX, IRAS, Hydrogen α, X-Ray, Astrophoto, Sky Map, Articles and images